# Manuel Ventura
Manuel Ventura nasceu a 10 de outubro de 1967, e é fundador e CEO da Ventura + Partners, empresa que se dedica ao desenvolvimento de projetos de arquitetura, design e urbanismo. 
É licenciado pela Faculdade de Arquitetura da Universidade do Porto, onde foi docente de 1991 a 1998. Também foi professor na ESAP (Escola Superior Artística do Porto) de 1998 a 2001. 
Em 1994 fundou o gabinete, apostando numa estratégia de crescimento sustentado, nacional e internacional, com escritórios em Portugal, França e EUA. Sob a sua liderança e com projetos em mais de uma dezena de países, a Ventura + Partners emprega cerca de 140 pessoas. Nos últimos 28 anos, tem vindo a desenvolver projetos de diferentes escalas e nos mais diversos segmentos, como a arquitetura residencial, hoteleira, corporativa, industrial, hospitalar, comercial e, ainda, de infraestruturas e design urbano. Algumas das suas obras foram distinguidas por entidades reconhecidas a nível mundial, das quais se destacam o Hospital CUF (Porto), o Viaduto das Andresas (Porto), o Edifício Primavera Software (Braga), o BessaHotel Liberdade (Lisboa), o Essenza (Porto), a Casa São Félix da Marinha (Vila Nova de Gaia) e o mais recente projeto UCI – Hospital Pedro Hispano (Matosinhos). 
A Ventura + Partners conta com vários prémios como o Large Firm of the year 2021, da Architecture Master Prize; o Best large Firm 2021, do Architizer A+Firm Awards; o IAA-International Architecture Awards 2020, do Chicago Athenaeum; e o German Design Awards 2021, do German Design Council.

## Principais obras
Escritórios
- Visiohub, Santa Maria da Feira, Portugal (2019-2021)
- Infineon, Porto, Portugal (2017)
- Critical Software, Porto, Portugal (2016-2017)
- Deloitte Porto, Porto, Portugal (2015-2017)
- Deloitte Lisboa, Lisboa, Portugal (2015-2017)
- Primavera Building, Braga, Portugal (2008-2010)

Saúde    

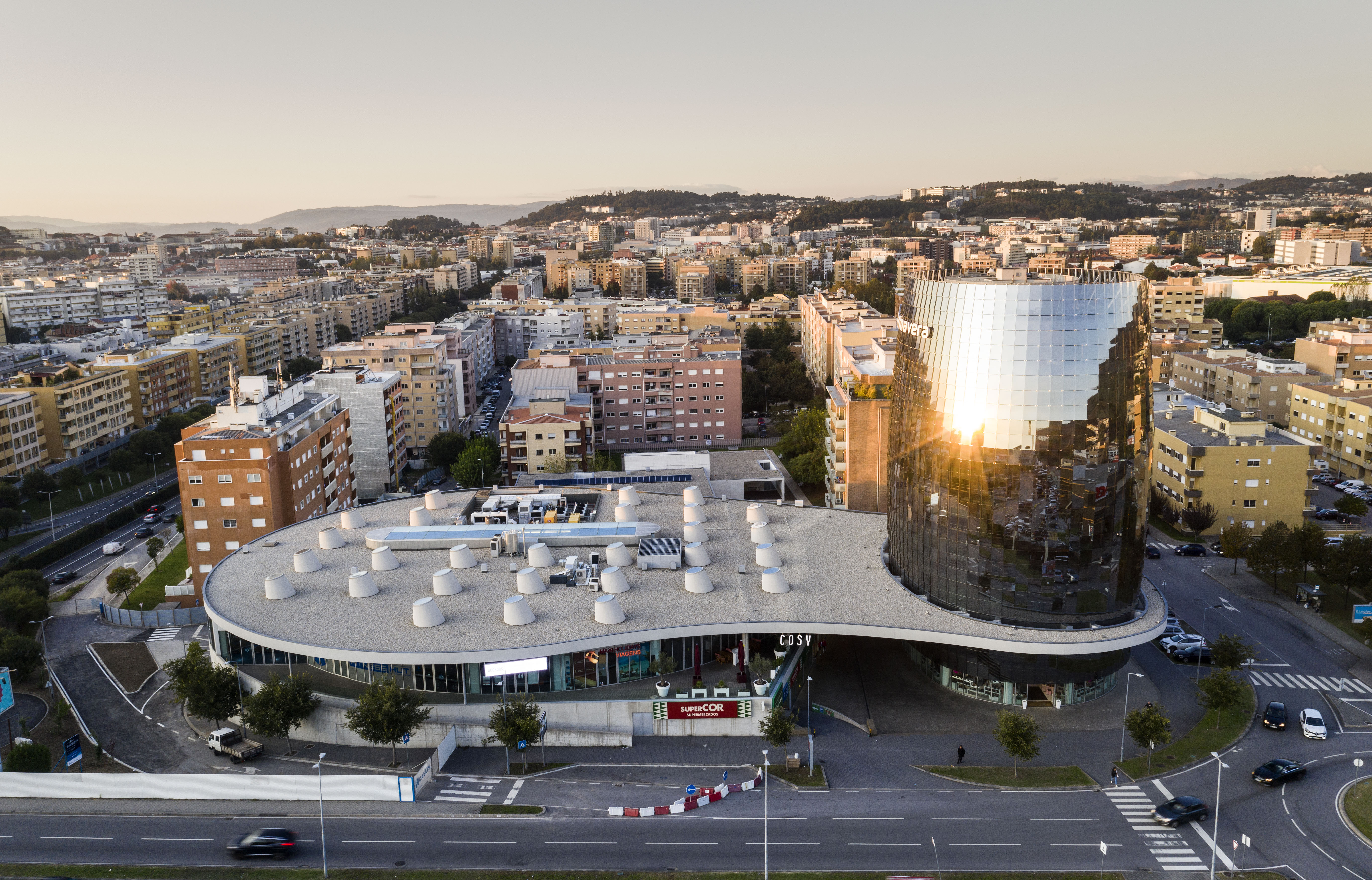
Edifício Primavera, Braga, Portugal

- Serviço de Medicina Intensiva II (Hospital Pedro Hispano), Porto, Portugal (2020)
- Nefrodouro - Clínica de Hemodiálise, Sta. Maria De Lamas, Portugal (2011-2017)

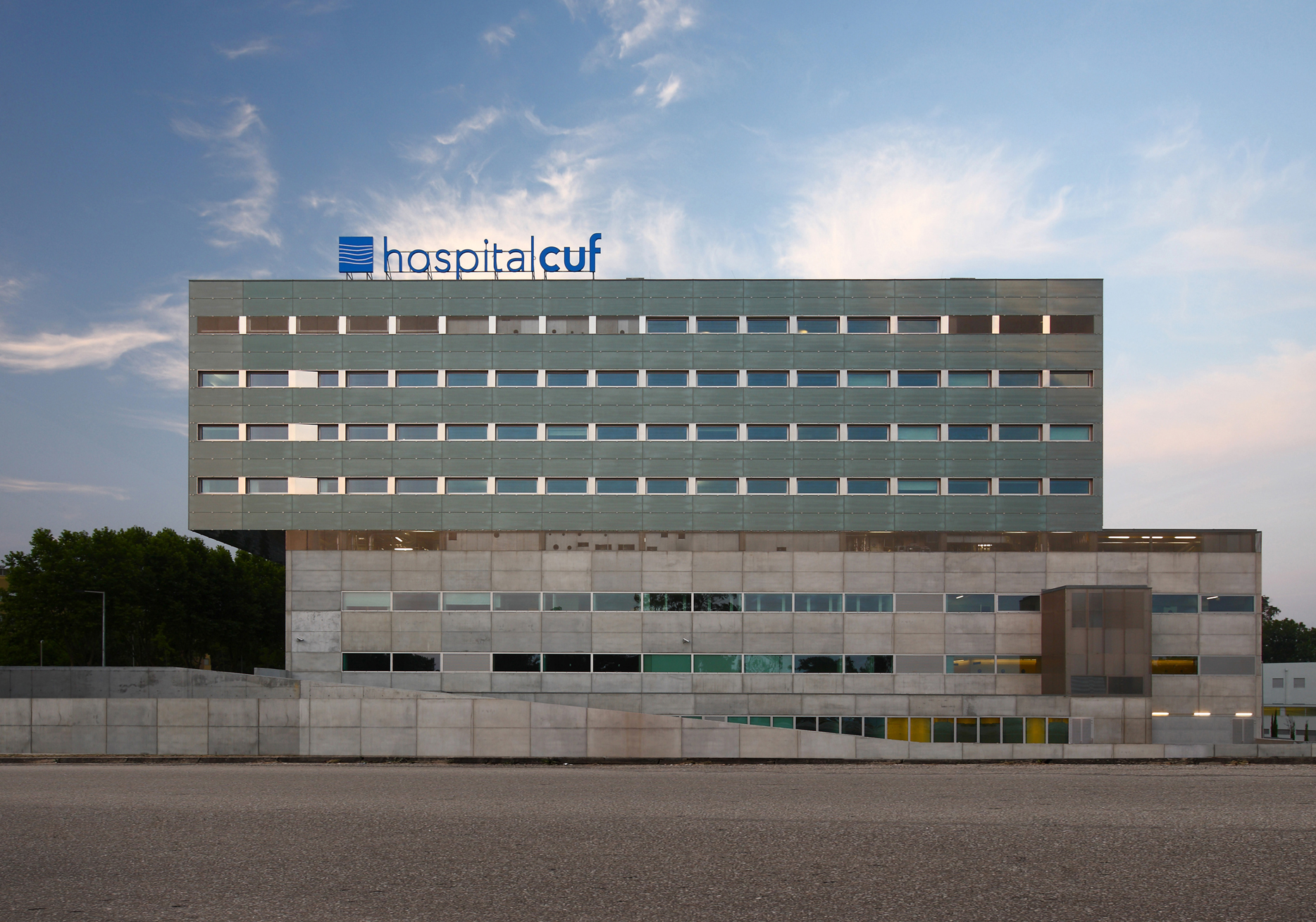
Hospital CUF, Porto, Portugal

- Essenza, Porto, PortugalHospital CUF, Porto, PortugalDiaverum Clínica De Hemodiálise, Lisboa, Portugal (2012-2015)

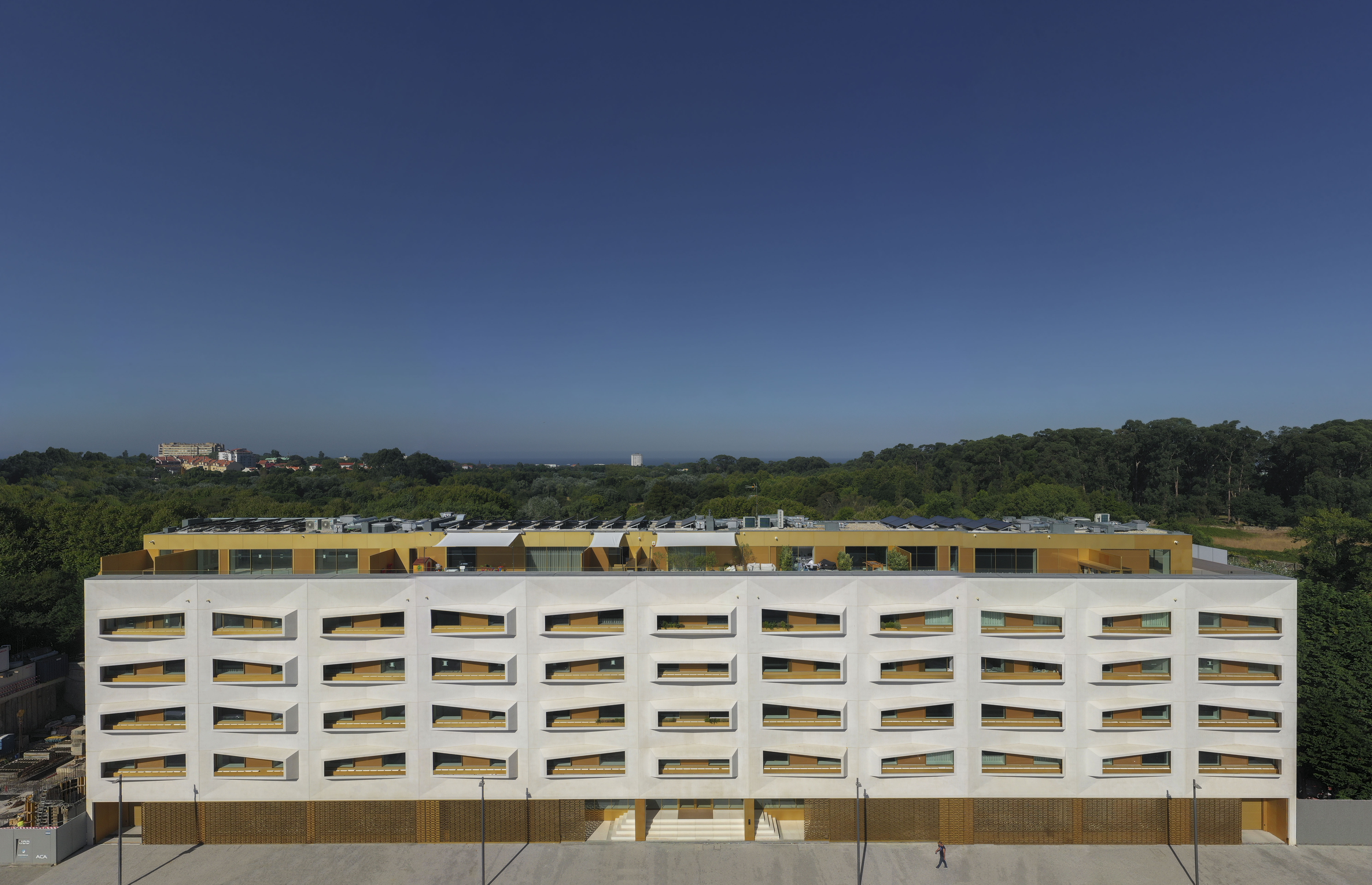
Essenza, Porto, Portugal

- Hospital CUF Porto, Porto, Portugal (2002-2010)

Infraestruturas

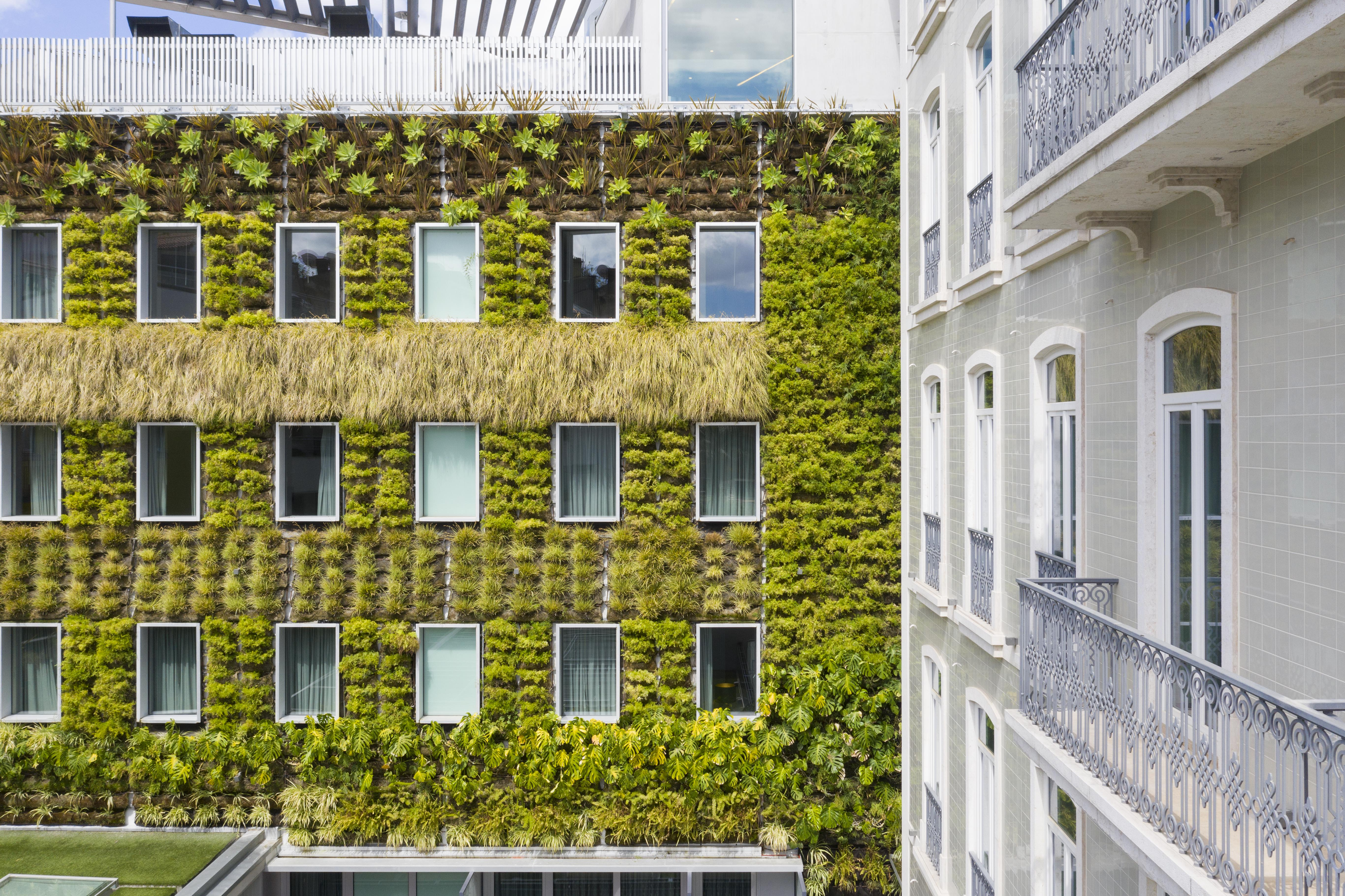
BessaHotel Liberdade, Lisboa, Portugal

- BessaHotel Liberdade, Lisboa, PortugalViaduto das Andresas, Porto, Portugal (2001-2004)
- Interface Bom Sucesso, Porto, Portugal (2000)

Urbanismo
- Avenida Da Boavista - Requalificação, Porto, Portugal (2011)
- Nó de Francos | Euro 2004, Porto, Portugal (2001-2004)

Indústria
- Novas instalações Scania, Maia, Portugal (2016)
- Fremou Condomínio Industrial, Famalicão, Portugal (2013)
- Cabelte Unidade Industrial, Famalicão, Portugal (2008-2009)

Residencial
- Antas Garden, Porto, Portugal (2018)
- Fojo, Braga, Portugal (2018)
- Casa Flores, Porto, Portugal (2017)
- Visconde Santarém Premium Apartments, Lisboa, Portugal (2017)
- Casa na Foz - Reestruturação e Ampliação, Porto, Portugal (2010-2017)
- Edifício Aliança, Porto, Portugal (1999-2000)
- Edifício Essenza, Porto, Portugal (2016)
- Casas das Buganvílias, Porto, Portugal (2016)
- Casa Chantre, Maia, Portugal (2005-2014)
- Casa Vilarinha - Reestruturação e Ampliação, Vila Nova De Gaia, Portugal (2007-2012)
- Casa S. Felix Da Marinha I, Vila Nova De Gaia, Portugal (2004-2010)
- Edifício Serralves, Porto, Portugal (2000-2005)
- Casas Parque Marechal, Porto, Portugal (2005-2010)
- Edifício Portas do Parque, Porto, Portugal (2007-2009)
- Edifício Ocean, Porto, Portugal (2004-2008)
- Casas de Prata, Vila Nova De Gaia, Portugal (2004-2008)
- Edifício Parque do Carvalhido, Porto, Portugal (2001-2004)

Hotelaria
- Hotel Arena Ipanema 4 Stars, Rio De Janeiro, Brasil (2012)
- Bessa Hotel 4 Stars - Reestruturação e Ampliação, Maragogi, Alagoas, Brasil (2011-2015)
- Tupi Club Residencial, Maragogi, Alagoas, Brasil (2005)
- Bessa Hotel 4 Stars, Porto, Portugal (2002-2007)

Educação
- Residência de Estudantes 'Studyou', Porto, Portugal (2018)

Comércio
- Flagship Store Arcádia (Norteshopping), Porto, Portugal (2017)
- SFR Champs-Élysées Flagship Store (2020)
- Optimum Bay Shore, Long Island, New York, EUA (2017)
- Optimum New Jersey, New Jersey, EUA (2017)

## Prémios relevantes
- Large Firm of the year 2021, pelo Architecture Master Prize;
- Best Large Firm 2021, Architizer A+Firm Awards;
- IAA - International Architecture Awards 2020, pelo Chicago Athenaeum;
- German Design Awards 2021, do German Design Council